# 白人力量光頭黨
白人力量光头党，也称为白色光頭力量、种族主义光头党和新纳粹光头党，是光头党亚文化中的新納粹主義、白人至上主义和反犹太主义分支。他们中的许多人都是白人民族主义组织成員。 白人力量光頭黨于1960年代末期至1970年代末期在英国兴起，然后在1980-1990年代传播到欧洲、俄罗斯和北美洲。